# Ana Gabriel
María Guadalupe Araujo Yong (Guamúchil, Sinaloa, México; 10 de diciembre de 1955), conocida artísticamente como Ana Gabriel, es una cantautora y empresaria mexicana, llamada la Diva de América y la Luna de América, Con más de 40 millones de discos vendidos en todo el mundo, Ana Gabriel es la artista femenina mexicana más vendida y una de los artistas de música latina más vendidos de todos los tiempos. Durante su carrera de cincuenta años ha interpretado diferentes géneros musicales, principalmente pop latino, balada romántica y ranchera.
Hasta el año 2013, Ana Gabriel ha lanzado veinte álbumes de estudio, tres álbumes en vivo y quince álbumes recopilatorios. Tres de sus álbumes alcanzaron el primer lugar en la lista Top Latin Albums y ha conseguido siete sencillos número uno y veinte éxitos que han alcanzado el top 10 en la lista de Hot Latin Songs, entre ellos «Ay amor», «Simplemente amigos" y "Quién como tú". Por los cuales, fue nombrada la séptima mayor artista de la historia de dicha lista.
Nombrada por Billboard como una de los mejores artistas latinos de todos los tiempos; sus reconocimientos incluyen una nominación a los premios Grammy, cuatro nominaciones a los premios Grammy Latinos, cuatro Premios Billboard de la Música Latina, trece premios Lo Nuestro (incluido el Premio a la Excelencia), así como premios de la Asociación Estadounidense de Compositores, Autores y Editores (ASCAP), el «Leyenda Viviente» de Billboard Mujeres Latinas en la Música, una estrella en el Paseo de la Fama de Hollywood y su inducción al Salón de la Fama de los Compositores Latinos en 2017.

## Infancia e inicios
Desde los seis años de edad empezó a cantar y a urdir sus primeras composiciones musicales, influida por los temas románticos de Agustín Lara y María Grever, cuyas letras no las entendía por aquel entonces en toda su intensidad; pues, como ella misma reconoce, es una apasionada del amor y todas las canciones que ha compuesto es fruto de enamoramiento.  Desde pequeña, sintió una gran ilusión por llegar a convertirse en artista y nunca cejó en su esfuerzo tesonero.

Desde los 6 años me di cuenta que me gustaba cantar y componer, una bendición de Dios, que pocos tienen la fortuna de darse cuenta, y a pesar de mi corta edad, yo estaba decidida a llegar a los corazones de muchos. Quiero contarles también que yo nunca he recibido una clase de canto ni de vocalización. Los primeros y únicos consejos fueron de mi abuelo materno Roberto, nombre que le pusieron en México pues su verdadero nombre era Yang Quing Yong Chizon, originario de China.

Hasta los quince años permaneció en Guamúchil, para emigrar junto con su familia a Tijuana en busca de mejores horizontes. Allí terminó sus estudios de contabilidad y comenzó a trabajar en diversos bares de hoteles de la ciudad fronteriza, hasta que finalmente, llegó la gran oportunidad de participar en Valores Juveniles y en donde Juan “El Gallo” Calderón le aseguró un gran futuro como cantante.
Aunque muchos directores artísticos de ciertas discográficas manifestaron que su estilo no era comercial, que tenía que cambiarlo si quería triunfar, no les hizo caso. Ana Gabriel decidió darse un año más para conseguir discográfica; si no, se dedicaría a la contabilidad.

## Carrera

### Década de los 80 y 90

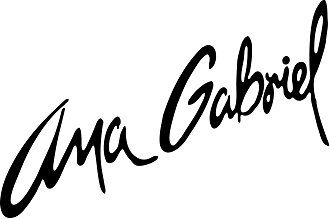
El logo que ha identificado a Ana Gabriel en su carrera como solista.

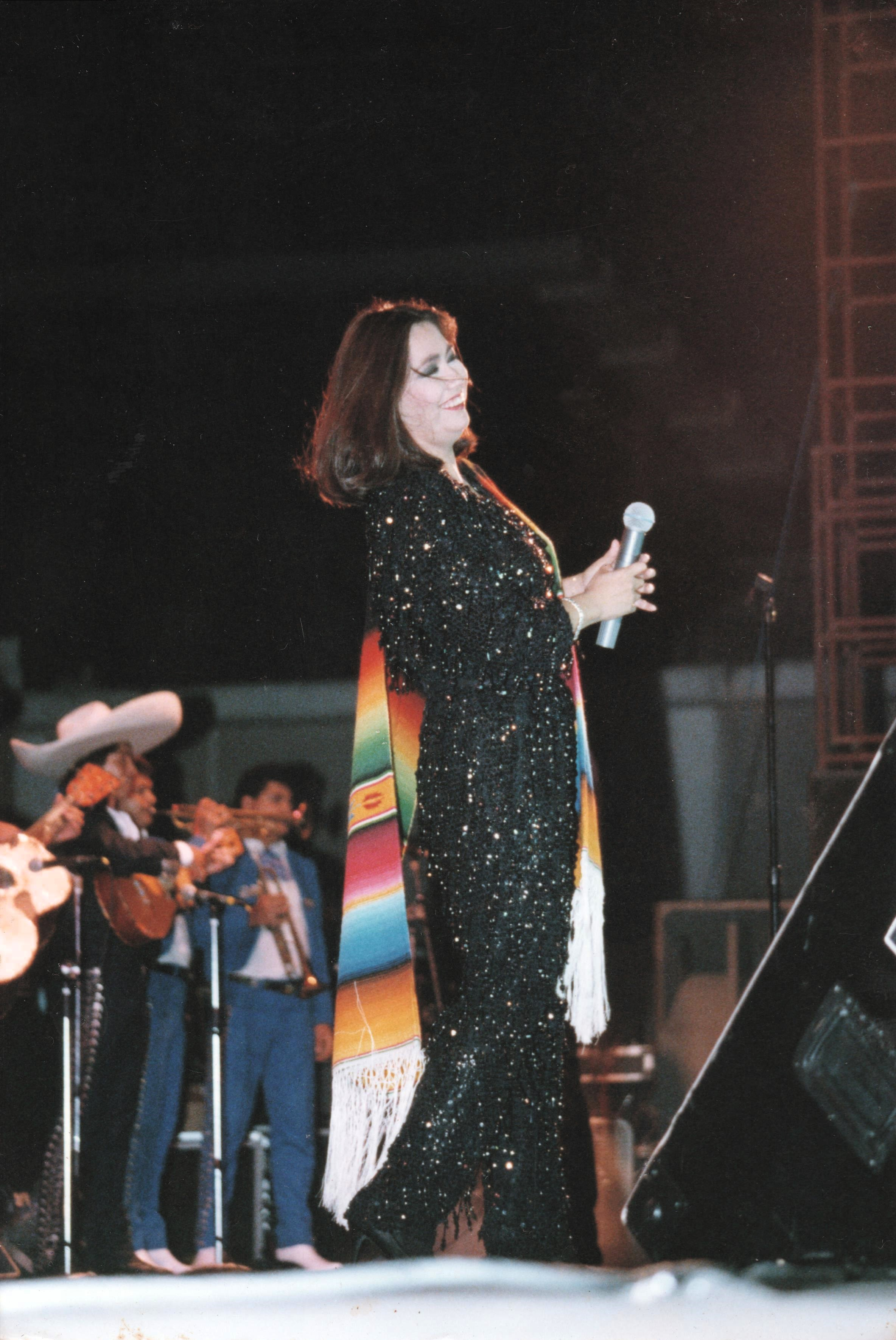

Ana Gabriel inicia su carrera el 15 de septiembre de 1974 en Tijuana. En 1979 Edi Vladimir, su mánager en aquel entonces, buscó un nombre con el cual darse a conocer, decidiéndose por "Ana Gabriel" debido a su gran admiración por el cantante Juan Gabriel; nombre con el que se le conoce hasta ahora.
A principios de los años 1980 empezó a cantar en los bares de Tijuana hasta que en 1984 participó en valores como compositora, nunca como intérprete. El tema No me lastimes más quedó en segundo lugar y ese fue el empuje que la dio a conocer.
En 1985 grabó su primer disco de larga duración que llevó por título Un estilo, que si bien no resultaba muy comercial, si era bastante elocuente para la presentación del artista. Al año siguiente Ana logró participar en el Festival de la OTI, alcanzando el quinto lugar con la canción A tu lado, misma que se incluye en su álbum Sagitario, donde también se encuentran temas como Y Aquí Estoy, Eso no Basta y Mar y Arena.
En 1987, Ana Gabriel alcanza el primer lugar en la selección nacional para la OTI, y en Lisboa, Portugal, donde se llevó a cabo el festival de la OTI de ese año, alcanzando un tercer lugar, el cual le abrió las puertas que la hizo conocida en toda Latinoamérica.
En 1989 Ana Gabriel logra posicionarse a nivel internacional, dentro del mercado estadounidense, su álbum Tierra de Nadie permaneció en listas del Billboard varios meses.
En 1994 recibió el premio Billboard a la artista del año. 
En 1996 lanzó un álbum musical llamado Vivencias donde se incluyó una de las canciones más hermosas: No te hago falta, asimismo ganó como cantante del año en 1998 en dichos premios. 

### Años 2000
En 2002, recibió el premio a la estrella Billboard. Fue ganadora del premio Lo Nuestro a la Excelencia en el 2006.
En 2013, ante más de 15.000 personas que agotaron las entradas del Arena de Santiago, fue galardonada con disco de diamante por más de 1 millón de discos vendidos en Chile. En mayo de ese mismo año, es confirmada para actuar en el LV Festival de la Canción de Viña del Mar.
En diciembre de 2014, la cantante Ana Gabriel comunicó a los reporteros del programa Ventaneando de TV Azteca que en 2015 publicaría su nuevo proyecto discográfico luego de siete años sin lanzar un disco con temas inéditos. Se presentó en el festival de Viña del Mar 2014, recibiendo el premio a la artista más popular junto con las gaviotas de oro y plata y las antorchas. En 2015 recibió el premio a la leyenda en los Premios Herencia Hispana. Dos años más tarde, fue ingresada al Latin American Songwriters Hall Of Fame.
En octubre de 2019, es oficialmente confirmada para presentar en la edición 61 del Festival de Viña del Mar. En su presentación recibió la gaviota de plata y de oro.
En noviembre de 2021, recibe la estrella número 2707 en el paseo de la fama. Durante la ceremonia, Ana Gabriel recordó haber prometido a sus padres que su nombre estaría junto al de los grandes internacionales, y ahora esa promesa se ha hecho realidad. Así mismo, con esta distinción, Ana Gabriel se convirtió en la primera artista sinaloense en recibir tan prestigioso reconocimiento.
El 28 de junio de 2023, Ana Gabriel durante su gira "¨Por Amor a Ustedes" llegó al mítico Théâtre de l’Olympia de París. Con esta presentación se convirtió en apenas la segunda cantautora mexicana en pisar este emblemático escenario.
El 7 de julio de 2023, Ana Gabriel llevó a cabo el último concierto del año en Londres, Reino Unido.

### 50 años de carrera
En 2024, Ana Gabriel celebró sus 50 años de carrera con la gira Un Deseo Más Tour, que incluyó más de 70 conciertos internacionales, visitando  México, Perú, Argentina, Uruguay, Chile, Paraguay, Brasil, Colombia, Países Bajos, Suiza, España, Canadá, Estados Unidos, Puerto Rico y República Dominicana.

## Vida personal
Ana Gabriel mantiene su vida familiar aislada de los medios de comunicación. De ella sólo confiesa que su gran válvula de escape es su hija Diana Alejandra. "Ella me acompaña a mis actuaciones y siempre tiene una palabra de aliento". 

## Discografía
Álbumes de estudio
- 1980: Única (Lupita Araujo)
- 1985: Un estilo
- 1986: Sagitario
- 1987: Pecado original
- 1988: Tierra de nadie
- 1989: Quién como tú
- 1991: Mi México
- 1992: Silueta
- 1993: Luna
- 1994: Ayer y hoy
- 1995: Joyas de dos siglos
- 1996: Vivencias
- 1997: Con un mismo corazón
- 1999: Soy como soy
- 2000: Eternamente
- 2001: Huelo a soledad
- 2003: Dulce y salado
- 2004: Tradicional
- 2006: Dos amores, un amante
- 2007: Arpeggios de amor
- 2009: Renacer: Homenaje a Lucha Villa
- 2020: Por amor a ustedes

Álbumes en vivo
- 1990: En vivo
- 1998: En la Plaza de Toros México
- 2013: Un mariachi en altos de Chavón (Live)
- 2013: Ana Gabriel Altos de Chavón

Álbumes colaborativos
- 2007: Los Gabriel… Simplemente amigos (con Juan Gabriel)
- 2008: Los Gabriel: Cantan a México (con Juan Gabriel)
- 2008: Juntos (con Pepe Aguilar)

Álbumes recopilatorios
- 1989: Hice bien quererte (Lambada)
- 1992: The Best
- 1992: Personalidad: 20 éxitos
- 1998: The Best: The Latin Stars Series
- 1999: 20th Anniversary
- 1999: 3 CD Box
- 2001: Una voz para tu corazón - 30 grandes éxitos
- 2002: Colección de oro
- 2005: Historia de una reina
- 2006: Canciones de amor
- 2006: La reina canta a México
- 2006: Best of Ana Gabriel
- 2006: Con sentimiento
- 2008: Los Gabriel simplemente amigos
- 2008: Los Gabriel cantan a México
- 2009: Lo esencial de Ana Gabriel
- 2010: Mis favoritas
- 2011: Celebrando la historia de México
- 2012: Celebrando la historia de México Volumen 2
- 2015: Mi regalo, mis número 1
- 2017: Music from The American Epic Sessions

## Premios y nominaciones

### Premios Grammy
| Año  | Trabajo nominado | Categoría                 | Resultado | Ref    |
| ---- | ---------------- | ------------------------- | --------- | ------ |
| 1991 | Quién como tú    | Mejor álbum de pop latino | Nominada  | [ 25 ] |

### Latin Grammy
| Año  | Trabajo nominado                         | Categoría                         | Resultado | Ref    |
| ---- | ---------------------------------------- | --------------------------------- | --------- | ------ |
| 2005 | Tradicional                              | Mejor Álbum Ranchero              | Nominada  | [ 26 ] |
| 2006 | Dos amores un amante                     | Mejor Álbum Ranchero              | Nominada  | [ 26 ] |
| 2006 | «Sin tu amor»                            | Mejor Canción Regional / Mexicana | Nominada  | [ 26 ] |
| 2008 | Arpegios de amor: Requiem por tres almas | Mejor Álbum Vocal Pop Femenino    | Nominada  | [ 26 ] |

## Reconocimientos
- Estrella en Hollywood: En 2021 recibió su estrella en el Paseo de la Fama de Hollywood, siendo la primera artista sinaloense en obtenerla[27]
- Premio Herencia Hispana (2015): En la categoría Leyenda, por su impacto cultural entre los latinos.[28]
- Reconocimiento Billboard Mujeres Latinas en la Música (2025): Galardonada como Leyenda Viviente.[29]
- Medalla de Santiago (2024): Máximo reconocimiento comunal por su aporte cultural.[30]